# Chamaeleo etiennei
Chamaeleo etiennei este o specie de cameleon din genul Chamaeleo, familia Chamaeleonidae, ordinul Squamata, descrisă de Schmidt 1919. Conform Catalogue of Life specia Chamaeleo etiennei nu are subspecii cunoscute.